# Anita Berry
Anita Berry (Den Hulst, 1937), artiestennaam van Greetje Garritsen, is een Nederlandse zangeres die begin jaren zestig door Johnny Hoes werd ontdekt.
Ze scoorde in 1962 een hit met het nummer Middellandse Zee (souvenir van een zomer), geschreven door Gerton van Wageningen. Verder zong Berry vooral schlagerliedjes, meestal in een Nederlandse vertaling. In 1963 zong Anita Berry tijdens het programma Canzonissima van de toenmalige Belgische Radio en Televisie vijf liedjes die in aanmerking kwamen als Belgische uitzending voor het Eurovisiesongfestival in Londen. Het winnende lied, Waarom?, werd echter gebracht door John de Mol en op het Songfestival uitgevoerd door Jacques Raymond. In datzelfde jaar trouwde ze met pianist Joop Gerrits.
Anita Berry was begin jaren '60 ook enige tijd jurylid in het tv-programma Top of flop.